# Tony Harris (baloncestista)
Tony Dwayne Harris (Monroe, Louisiana, 13 de mayo de 1967) es un exjugador de baloncesto estadounidense que jugó tres temporadas de la NBA, desarrollando el resto de su carrera como jugador en ligas menores de su país, en Europa, en Filipinas y en Sudamérica. Con 1,91 metros de estatura, jugaba en la posición de base.

## Trayectoria deportiva

### Universidad
Tras pasar un año en los Cardinals de la Universidad Lamar y otrp en el pequeño Johnson County Community College, jugó durante dos temporadas con los Privateers de la Universidad de Nueva Orleans, en las que promedió 18,6 puntos, 2,1 asistencias y 5,6 rebotes por partido. En esas dos temporadas fue incluido en el mejor quinteto de la American South Conference, y en 1990 fue elegido Jugador del Año de la conferencia.

### Profesional
Tras no ser elegido en el Draft de la NBA de 1990, jugó en los Quad City Thunder de la CBA hasta que en enero de 1991 fichó por 10 días por los Philadelphia 76ers, renovando por otros 10. Disputó seis partidos, en los que promedió 1,7 puntos.
Regresó posteriormente a la CBA, donde jugó en varios equipos durante tres temporadas, hasta que en marzo de 1994 fichó por los Boston Celtics. Jugó 5 partidos, en los que promedió 8,8 puntos y 1,6 asistencias. Al término de la liga, volvió a los Oklahoma City Cavalry, volviendo a fichar por los Celtics al inicio de la temporada 1994-95, jugando 3 partidos en los que promedió 4,7 puntos.
Volvió de nuevo a la CBA, jugando tres partidos con los Cocodrilos de Caracas venezolano y una temporada en el APOEL Nicosia chipriota, fichando en 1997 por el Cáceres Club Baloncesto de la liga ACB. Disputó 11 partidos con el equipo extremeño, en los que promedió 14,1 puntos y 2,5 rebotes. siendo reemplazado por Gaylon Nickerson.
Jugó posteriormente en Grecia, Chipre, Filipinas y en ligas menores de su país, antes de retirarse en 1999.

## Estadísticas de su carrera en la NBA

### Temporada regular
| Año     | Equipo       | PJ | PT | MPP  | %TC  | %3P  | %TL  | RPP | APP | ROB | TPP | PPP |
| ------- | ------------ | -- | -- | ---- | ---- | ---- | ---- | --- | --- | --- | --- | --- |
| 1990–91 | Philadelphia | 6  | 0  | 6.8  | .250 | .000 | .500 | .2  | .0  | .2  | .0  | 1.7 |
| 1993–94 | Boston       | 5  | 0  | 17.6 | .290 | .333 | .920 | 2.0 | .0  | .8  | .0  | 8.8 |
| 1994–95 | Boston       | 3  | 0  | 6.0  | .375 | .000 | .889 | .0  | .0  | .0  | .0  | 4.7 |
| Total   |              | 14 | 0  | 10.5 | .291 | .250 | .868 | .8  | .6  | .4  | .0  | 4.9 |